# ブランズウィック (哨戒フリゲート)
| 画像をアップロード | |
| 艦歴               | |
| 発注               | |
| 起工               | 1943年7月16日                                                                                                   |
| 進水               | 1943年11月6日                                                                                                   |
| 就役               | 1944年10月3日                                                                                                   |
| 退役               | 1946年5月3日 |
| その後             | 1947年4月9日にスクラップとして売却                                                                              |
| 除籍               | 1946年6月19日                                                                                                   |
| 性能諸元           | |
| 排水量             | 基準 1,430トン 満載 2,415トン                                                                                   |
| 全長               | 303 ft 11 in (92.6 m)                                                                                           |
| 全幅               | 37 ft 6 in (11.4 m)                                                                                             |
| 吃水               | 13 ft 8 in (4.1 m)                                                                                              |
| 機関               | ボイラー3基 5,500軸馬力 タービン2基 2軸推進                                                                     |
| 最大速力           | 20ノット (37 km/h)                                                                                              |
| 航続距離           | |
| 乗員               | 190名 |
| 兵装               | 3インチ50口径対空砲3門 40mm機関砲 4門 20mm機関砲 9門 ヘッジホッグ 1基 対潜爆雷投射機（Y砲）8基 爆雷投下軌条 2条 |

ブランズウィック (USS Brunswick, PF-68) は、アメリカ海軍の哨戒フリゲート。タコマ級フリゲートの1隻。艦名はジョージア州ブランズウィックに因む。その名を持つ艦としては2隻目。

## 艦歴
ブランズウィックは海事委任契約（船体番号1492）の下1943年7月16日にウィスコンシン州スタージョン・ベイのリーサーン・D・スミス・シップビルディング社で起工した。1943年11月6日にK・G・バーリー夫人によって命名、進水し、1944年5月20日にテキサス州ガルベストンに向かうため限定就役する。ガルベストンで5月27日に退役し、トッド・ガルベストン・ドライヤード社で艤装が行われた。作業完了後1944年10月3日に艦長ベンジャミン・B・シェリー沿岸警備隊少佐の指揮下就役した。
ブランズウィックは10月15日にガルベストンを出航し、整調訓練のため西インド諸島へ向かった。バミューダ近くに到着すると、1944年10月24日から11月22日まで整調を行う。その後北アフリカへの3度の船団護衛任務に就く。初回は1944年12月11日、バージニア州ハンプトン・ローズを出航した。 UGS-63 船団の護衛として12月28日にアルジェリアのオランに到着した。その後船団はすぐにジブラルタル海峡を通過したが、その中の1隻のヘンリー・ミラー (SS Henry Miller) が潜水艦による雷撃を受ける。ブランズウィックは爆雷攻撃を実施したが、敵潜水艦 U-870 は逃走した。ブランズウィックは損傷を受けた船団を護衛してジブラルタルに到着、その後再び船団護衛を再開した。ブランズウィックは1945年1月20日に無事ハンプトン・ローズに到着した。
2月前半から6月前半の間にブランズウィックは、ハンプトン・ローズからオランまでの船団護衛をもう2回行った。最後の船団護衛を終えてノーフォークに帰還したのは6月6日のことであった。ブランズウィックはノーフォークから北に移動し、フィラデルフィア海軍造船所で気象観測艦としての改修を受けた。改修が完了し、7月初めに最初の気象観測任務に当たり、最後の観測は11月12日に行われた。その後一時的に沿岸警備隊に配属され、任務を行った。1946年4月の初めにノーフォークで海軍に返還され、ブランズウィックは1946年5月3日に同地で退役した。ブランズウィックは1946年6月19日に除籍され、1947年4月9日にペンシルベニア州チェスターのサン・シップビルディング・アンド・ドライドック社にスクラップとして売却された。